# Крачковский, Иосиф Евстафиевич
Ио́сиф Евста́фиевич Крачко́вский (1854, Варшава — 1914, Канедабия на озере Комо, Италия) — русский живописец-пейзажист. Отец поэта Дмитрия Кленовского.

## Биография
Родился 3 июля 1854 года в Варшаве (в некоторых источниках — в Санкт-Петербурге) в мещанской семье. Согласно свидетельству о крещении из костёла Посещения Девы Марии (в варшавском квартале Новое Място / Новый Город) от 13 июля - будущий художник получил имена Юзеф-Анатолиуш (Иосиф Анатолий), а его родителями были Станислав-Эвстахы (Станислав-Евстафий), маршал двора графа Рюдигера, наместника Царства Польского и Барбара Довхальд (Довгальд). Как место рождения указан дом под номером 348-349 (современный адрес д. 21) на Рынке Нового Мяста (Города).
Императорскую Академию художеств начал посещать с 1871 года в качестве вольноприходяшего ученика; главным его наставником был профессор-пейзажист барон Михаил Клодт.
В 1878 году был удостоен малой золотой медали за картину: «Утро», а в следующем году — большой золотой медали и звания художника 1 степени за картину «Вечер». В 1880 был отправлен на казённый счет за границу для дальнейшего совершенствования. Посетил Берлин, Дюссельдорф, Мюнхен, Милан и Мадрид, поселился в Париже и совершал оттуда поездки с художественной целью. Вернулся в Петербург в 1884 году; за свои работы, исполненные за границей, был признан академиком; с того времени жил и трудился в Петербурге.
Персональные выставки Крачковского состоялись в 1902 в Петербурге (в залах ОПХ) и в 1908 году — в Париже (галерея «Пти») и Ницце. Также экспонировался выставках ТПХВ и Петроградского общества художников. В 1913 году он вошёл в Общество А. И. Куинджи.
Умер 18 апреля (1 мая)  1914 года в итальянском местечке Каденабия на озере Комо. Был похоронен 8 (21) мая 1914 года в Петербурге на Смоленском православном кладбище; могила не сохранилась.
В 1916 году в Петрограде прошла мемориальная выставка мастера.
С 25 октября 1889 года женат на Вере Николаевне Беккер (1869—?), дочери архитектора Николая Фёдоровича Беккера.

## Труды
Из его многочисленных пейзажей лучшими считаются «Зимний вид в окрестностях Петербурга» (1887); «Вечер»; «Сумерки» (1887); «В конце лета» (1889), «Перед грозой», «Крымский пейзаж» и некоторые другие.
Произведения художника находятся во многих музейных и частных собраниях, в том числе в Государственном Русском музее, Государственной Третьяковской галерее, Сочинском художественном музее, Научно-исследовательском музее Российской Академии художеств.

## Галерея
- Украинский вечер. 1889
- Дети в цветущем лугу у реки. 1893